# Bagassi (departement)
Bagassi is een van de 10 departementen van de Burkinese provincie Balé. De hoofdstad is Bagassi.

## Geografie
Het departement bestaat uit de volgende steden en gemeentes:
- Bagassi (hoofdplaats)
- Assio
- Badié
- Bandio
- Banou
- Bassouan
- Bounou
- Doussi
- Haho
- Kahin
- Kaho
- Kana
- Kayio
- Koussaro
- Mana
- Manzoulé
- Moko
- Niaga
- Niakongo
- Ouanga
- Pahin
- Sayaro
- Sipohin
- Sokoura
- Virwe
- Vy
- Yaro

## Bevolking
In 1996 leefden er 29.316 mensen in het departement.
Bagassi · Bana · Boromo · Fara · Oury · Pâ · Pompoi · Poura · Siby · Yaho